# Homoneura tenuitergum
Homoneura tenuitergum är en tvåvingeart som beskrevs av Kim 1994. Homoneura tenuitergum ingår i släktet Homoneura och familjen lövflugor. Inga underarter finns listade i Catalogue of Life.